# Vidovitost
Vidovitost je vjerovanje u sposobnost nadosjetilnog opažanja i pronicanja u prošlost ili budućnost. Ta, navodno paranormalna sposobnost, omogućuje viđenje osoba i događaja koji su prostorno i vremenski udaljeni. Znanost nije uspjela empirijski verificirati takve sposobnosti, pa one i dalje ostaju u sferi praznovjerja.

## Etimologija
Izraz telepatija skovao je britanski psiholog F.W.H. Myers 1882. godine u sklopu istraživanja prijenosa misli koje je provodio zajedno s Edmundom Gurneyjem, Henryjem Sidgwickom i Williamom F. Barrettom. Termin se odnosio na istraživački proces otkrivanja prijenosa misli na način neovisan od konvencionalnih komunikacijskih kanala. Riječ vidovnjak označava onog koji je vidovit, koji unaprijed vidi ono što će se dogoditi.

## Povijest
Tijekom povijesti, u brojnim narodima postojala su svjedočanstva o osobama koje posjeduju sposobnost pronicanja u prostorno i vremenski udaljene događaja. Grčki povjesničar Herodot, 6. stoljeće pr. Kr., opisao je poznatu priču o proročici Pitiji iz Apolonovog svetišta u Delfima. Biograf Flavije Filostrat iz 1. stoljeća, zapisao je navodno viđenje na daljinu, mistika Apolonija iz Tijane koji je boraveći u gradskom vrtu u Efezu na maloazijskoj obali, doživio viđenje ubojstva rimskog cara Domicijana koji je upravo u tom trenutku bio ubijen u Rimu.
Jedan od najpoznatijih tobožnjih vidovnjaka bio je francuski prorok Nostradamus (1503. – 1566.) koji je svoja zapažanja o budućnosti zapisao u djelu Centurije. Zastupnici vjerovanja u vidovitost vjeruju da je točno predvidio brojne događaje, pa i vlastitu smrt koja se dogodila 1. srpnja 1566. godine.
Godine 1756. švedski znanstvenik i mistik Emanuel Swedenborg (1688. – 1772.) navodno je boraveći u Gothenburgu, doživio viziju rušilačkog požara u Stockholmu.